# Daniel-André Tande
Daniel-André Tande, norveški smučarski skakalec, * 24. januar 1994, Narvik, Norveška. 

## Kariera

#### 2014: Prva tekma v karieri
V svetovnem pokalu je prvič nastopil 11. januarja 2014 v Bad Mitterndorfu.  

#### 2015: Prva zmaga v Svetovnem pokalu
25. novembra 2015 je v Klingenthalu dosegel prvo zmago v svetovnem pokalu. 

#### 2018: Svetovni prvak v poletih
Tande je v Oberstdorfu 20. januarja 2018 osvojil naslov svetovnega prvaka v smučarskih poletih na letalnici Heinija Klopferja. Tako je po Ljoekelsoeyu in Oleju Gunnarju Fidjestoelu postal tretji Norvežan z naslovom svetovnega prvaka v poletih.
V sezoni 2020/2021 je med poletom na Letalnici bratov Gorišek izgubil oblast nad smučmi in grdo padel. Pri tem si je zlomil ključnico in predrl rebra, prav tako je bil dan v umetno komo. Iz nje je bil zbujen naslednji dan.

## Dosežki v svetovnem pokalu

### Uvrstitve po sezonah
| Sezona  | Skupno | Poleti | Novoletna | Raw Air |
| ------- | ------ | ------ | --------- | ------- |
| 2013/14 | 64.    | 22.    | –         | N/A     |
| 2014/15 | 45.    | 42.    | 40.       | N/A     |
| 2015/16 | 7.     | 9.     | 24.       | N/A     |
| 2016/17 | 3      | 11.    | 3         | 19.     |
| 2017/18 | 3      | 5.     | 8.        | 5.      |

### Zmage
| Št. | Sezona  | Datum             | Prizorišče             | Skakalnica                 | Velikost |
| --- | ------- | ----------------- | ---------------------- | -------------------------- | -------- |
| 1.  | 2015/16 | 22. november 2015 | Klingenthal            | Vogtland Arena HS140       | Velika   |
| 2.  | 2016/17 | 1. januar 2017    | Garmisch-Partenkirchen | Große Olympiaschanze HS140 | Velika   |
| 3.  | 2016/17 | 4. januar 2017    | Innsbruck              | Bergiselschanze HS130      | Velika   |
| 4.  | 2017/18 | 3. februar 2018   | Willingen              | Mühlenkopfschanze HS145    | Velika   |
| 5.  | 2017/18 | 11. marec 2018    | Oslo                   | Holmenkollbakken HS134     | Velika   |